# Shortest Path Bridging
Shortest Path Bridging (SPB), spezifiziert im Standard IEEE 802.1aq, ist eine Technologie für Rechnernetze zur Vereinfachung des Aufbaus und der Konfiguration von Netzwerken bei gleichzeitiger Unterstützung von Multi-Path Routing.
2006 als Entwurf vorgestellt und 2012 vom IEEE bestätigt, ist Shortest Path Bridging der Ersatz für ältere Spanning-Tree-Protokolle (IEEE 802.1D STP, IEEE 802.1w RSTP, IEEE 802.1s MSTP), die nur einen einzigen Weg zur Root Bridge erlaubten und jeden redundanten Weg blockierten, der eine Schleife auf der Ebene 2 erzeugen konnte. SPB erlaubt es, alle Pfade mit gleichen Kosten (englisch Multiple Equal Cost Paths) zu aktivieren, und unterstützt wesentlich größere Layer-2-Topologien (bis zu 16 Millionen im Vergleich zu 4096 VLANs).
Weiter unterstützt SPB schnellere Konvergenzzeiten und verbessert die Nutzung vermaschter Topologien durch erhöhte Bandbreite und Redundanzen zwischen allen Komponenten durch die Möglichkeit, die Last des Datenverkehrs über alle Wege des vermaschten Netzwerks zu verteilen. Um die Ausfallsicherheit in der Zugangsebene zu erhöhen, kann SPB mit Mechanismen zur Linkaggregierung, wie z. B. standardbasiertem IEEE 802.1AX oder proprietären MC-LAG-Implementierungen, kombiniert werden.
Die Technologie erlaubt logische Ethernet-Netzwerke auf reinen Ethernet-Infrastrukturen durch die Nutzung eines Link-State-Protokolls zur Bekanntgabe sowohl der Topologie als auch der logischen Zugehörigkeit zu einem Netzwerk. Pakete werden bei Eintritt in das SPB-Netz entweder in MAC-in-MAC 802.1ah oder als getaggte 802.1Q/802.1ad-Frames eingepackt und nur zu anderen Teilnehmern des logischen Netzwerkes transportiert. Unicast, Multicast und Broadcast werden unterstützt, und jegliches Routing erfolgt auf symmetrischen Shortest Paths.
Eine Alternative zum Shortest Path Bridging nach IEEE 802.1aq ist der von der IETF entwickelte Standard Transparent Interconnection of Lots of Links (TRILL), der allerdings nur für Unicast-Verbindungen geeignet ist.
Die Kontrollebene basiert auf dem Protokoll Intermediate System to Intermediate System (IS-IS), ergänzt durch eine geringe Zahl an Erweiterungen, die im RFC 6329 IS-IS Extensions Supporting IEEE 802.1aq Shortest Path Bridging definiert sind.